# Aegyptobia kharazii
Aegyptobia kharazii är en spindeldjursart som beskrevs av Mesa och Moraes 2009. Aegyptobia kharazii ingår i släktet Aegyptobia och familjen Tenuipalpidae. Inga underarter finns listade i Catalogue of Life.